# Conception d'interface écologique
La conception d’interface écologique (EID) est une méthode de conception d’interface qui est apparue spécifiquement pour les systèmes sociotechniques complexes, temps-réel, et dynamique. Elle a été appliquée dans divers domaines dont le contrôle de processus (centrales nucléaires, usines pétrochimiques), aviation, et la médecine.
EID diffère des autres méthodologies de conception telles que la
conception centrée sur l’utilisateur (en). EID est
basée sur deux concepts clés issus de la recherche en génie cognitif :
la hiérarchie d’abstraction (AH) et le modèle-cadre SRK (pour Skills,
Rules, Knowledge, c’est-à-dire Habiletés, Règles, Connaissances).
Le but de EID est de rendre perceptivement (visible, audible) évidente à
l’utilisateur les contraintes et les relations complexes de l’environnement
de travail. En retour, cela permet d’allouer plus de ressources cognitives
à des processus cognitifs de haut niveau tels que la résolution de problème
et la prise de décision. Ainsi, EID contribue à améliorer la performance de
l’utilisateur et la fiabilité globale du système face aux événements
anticipés et non anticipés d’un système complexe.

## Aperçu général

### Origine et histoire de EID
La conception d’interface écologique a été proposée comme modèle-cadre
de conception d’interface par Kim Vicente et Jens Rasmussen à
la fin des années 80 et au début des années 90 à la suite de
recherches intensives dans le domaine de la faillibilité du système
humain dans le Laboratoire national Risø au Danemark
(Rasmussen & Vicente, 1989; Vicente, 2001). Le terme écologique tire
son origine d’un courant de psychologie développé par James J. Gibson
connu sous le nom de Psychologie écologique. Ce champ de recherche en
psychologie s’intéresse aux relations humain-environnement, en
particulier en relation à la perception humaine dans les
environnements naturels plutôt que dans les environnements de
laboratoire. EID emprunte à la psychologie écologique dans le fait que
les contraintes et les relations de l'environnement de travail dans un
système complexe se reflètent perceptivement (à travers l'interface) ;
et ainsi, agissent sur le comportement humain. Pour mettre en œuvre de
tels design écologique, les outils analytiques suivants furent adoptés : 
la hiérarchie d'abstraction (AH) et le modèle-cadre SRK développé
auparavant par des chercheurs au Laboratoire national de
Risø. L'approche EID a été appliquée pour la première fois et évaluée
sur des systèmes de centrale nucléaire (Vicente & Rasmussen, 1990,
1992). À ce jour, EID a été appliqué dans divers systèmes complexes
dont la gestion de réseau informatique, anesthésiologie, le système de
contrôle-commande militaire, et les avions (Vicente, 2002; Burns &
Hajdukiewicz, 2004).

### Motivation
Les avancées rapides des technologies accompagnées des exigences
économiques ont abouti à une augmentation remarquable de la complexité de
l'ingénierie des systèmes (Vicente, 1999a). En conséquence, il est devenu
de plus en plus difficile pour les concepteurs d'anticiper les événements
qui pourraient survenir dans de tels systèmes. Les événements non anticipés
ne peuvent par définition pas être devinés à l'avance et donc être évités
au moyen de formation, procédures, ou automatisation. Un système
sociotechnique fondé uniquement sur des scénarios connus perd fréquemment la
flexibilité à faire face aux événements imprévus. La sécurité du système
est souvent compromise par l'inhabileté de l'opérateur à s'adapter à des
situations nouvelles et non familières (Vicente & Rasmussen, 1992). La
conception d'interface écologique tente de fournir à l'opérateur les outils
et l'information nécessaires pour devenir un agent résolvant activement les
problèmes plutôt qu'un agent de surveillance passif, particulièrement au
cours du déroulement d'événements imprévus. Les interfaces conçues d'après
la méthode EID visent à diminuer la charge mentale de travail pendant la
prise en charge des événements non familiers et non anticipés, qui sont
connus pour augmenter la pression psychologique (Vicente, 1999b). De cette
manière, les ressources cognitives peuvent être libérées pour aider à
résoudre les problèmes de manière efficiente.
En plus de fournir aux opérateurs les moyens de gérer avec succès les
événements non anticipés, EID est aussi proposé pour les systèmes qui
nécessitent aux utilisateurs de devenir experts (Burns & Hajdukiewicz,
2004). À travers l'utilisation de la hiérarchie d'abstraction (AH) et le
modèle-cadre SRK (Skills, Rules, Knowledge), EID permet aux utilisateurs
novices d'acquérir plus facilement des modèles mentaux qui généralement
prennent plusieurs années d'expérience et de formation pour se développer.
De même, EID fournit une base pour un apprentissage continu et pour le
travail collaboratif distribué (Vicente, 1999b). Lorsqu'ils sont confrontés
à un système sociotechnique complexe, il n'est pas toujours possible pour
les concepteurs de demander aux opérateurs quelles types d'information ils
aimeraient voir puisque chaque personne comprend le système à un niveau
différent (mais rarement entièrement) et donne des réponses très
différentes. Le modèle-cadre EID permet aux concepteurs de déterminer quels
types d'information sont requises lorsqu'il n'est pas possible ou faisable
de questionner les utilisateurs (Burns & Hajdukiewicz, 2004). Il n'est pas
dans l'intention de l'EID de remplacer les méthodologies de conception
existantes telles que UCD et l'analyse de la tâche, mais de les compléter.

## La Hiérarchie d'Abstraction (HA)
La hiérarchie d'abstraction est une décomposition fonctionnelle à 5 niveaux
utilisée pour modéliser l'environnement de travail des systèmes sociotechniques complexes, ou connue plus communément comme le domaine de
travail. Dans la méthode EID, la hiérarchie d'abstraction est utilisée pour
déterminer quels types d'information devraient être affichés sur
l'interface du système et comment l'information devrait être disposée. La
HA décrit un système à différents niveaux d'abstraction en utilisant des
relations fin-moyen. Se déplacer vers le bas dans les niveaux du
modèle répond à la question comment certains éléments du système sont mis en œuvre,
alors que se déplacer vers le haut révèle pourquoi certains éléments
existent. Les éléments du niveau le plus élevé du modèle définissent les
objectifs et les buts du système. Les éléments des niveaux les plus bas du
modèle indiquent et décrivent les composants physiques (i.e. l'équipement)
du système. Les relations Pourquoi-Comment sont représentées sur la HA par
des liaisons Moyens-Fins. Une HA est généralement développée en suivant une
approche systématique dénommée Analyse du Domaine de Travail (Vicente,
1999a). Il n'est pas rare pour une analyse du domaine de travail d'aboutir
à de multiples modèles de HA ; chacun examinant le système à un niveau de
détail physique différent (échelle) qui est défini en utilisant un autre
modèle appelé la hiérarchie Partie-Tout (Burns & Hajdukiewicz, 2004).
Chaque niveau dans la HA est une description complète mais unique du
domaine de travail.

### Functional Purpose (Objectif, But Fonctionnel, finalité du système)
Le niveau du but fonctionnel (FP en anglais) décrit les buts et les
objectifs généraux du système. Une HA inclut typiquement plus qu'un but du
système de sorte que les buts s'opposent ou se complètent les uns les
autres (Burns & Hajdukiewicz, 2004). Les relations entre les buts indiquent
les compromis potentiels et les contraintes à l'intérieur du domaine du
travail du système. Par exemple, les buts d'un réfrigérateur pourraient
être de refroidir la nourriture à une certaine température en utilisant une
quantité minimum d'électricité.

### Fonction abstraite
Le niveau de fonction abstraite (AF en anglais) décrit les lois sous-
jacentes et les principes qui gouvernent les buts du système. Cela peut
être des lois empiriques dans un système physique, des lois judiciaires
dans un système social, voire les principes économiques dans un
système commercial. En général, les lois et les principes portent sur des
choses qui ont besoin d'être conservé ou qui s'écoule à travers le système
tel que les masses (Burns & Hajdukiewicz, 2004). Le principe d'un
réfrigérateur (en tant que pompe à chaleur) est gouverné par la seconde loi
de la thermodynamique.

### Fonctions générales
Le niveau de la fonction généralisée explique les processus impliqués dans
les lois et les principes trouvés au niveau AF, i.e. comment chaque
fonction abstraite est atteinte. Des relations causales existent entre les
éléments trouvés au niveau GF. Le cycle de réfrigération dans un
réfrigérateur consiste à pomper de la chaleur à partir d'un endroit de
température basse (source) vers un endroit de plus haute température
(cuve).

### Fonction physique
Le niveau de la fonction physique révèle les composants physiques ou
équipement associé aux processus identifiés au niveau GF. Les capacités et
limitations des composants tels que la capacité maximale sont généralement
noté dans la HA (Burns & Hajdukiewicz, 2004). Un réfrigérateur se constitue
de tuyaux d'échange de chaleur et d'un compresseur de gaz qui peut exercer
une certaine pression maximale sur un organe de refroidissement.

### Forme physique
Le niveau de la forme physique (PFo en anglais) décrit l'état, la
localisation, et l'apparence physique des composants exposés au niveau PFn.
Dans l'exemple du réfrigérateur, les tuyaux de l'échangeur de chaleur et le
compresseur de gaz sont disposés de manière spécifique, essentiellement en
illustrant la localisation des composants. Les caractéristiques physiques
peuvent comprendre des choses comme la couleur, les dimensions, et la
forme.

## Le modèle-cadre SRK (Skills, Rules, Knowledge)
Le modèle-cadre SRK ou taxonomie SRK définit trois types de comportement ou
de processus psychologique présents dans le traitement de l'information de
l'opérateur (Vicente, 1999a). Le modèle-cadre SRK a été développé par
Rasmussen (1983) pour aider les concepteurs à organiser les exigences en
information d'un système et les aspects de la cognition humaine. Dans EID,
le cadre SRK est utilisé pour déterminer comment l'information pourrait
être affichée pour tirer parti de la perception humaine et des habiletés
psychomotrices (Vicente, 1999b). En facilitant (aidant) les comportements
basés sur les habiletés et sur les règles dans les tâches familières, des
ressources cognitives supplémentaires peuvent être consacrées aux
comportements basés sur les connaissances, qui sont importants pour gérer
les événements non anticipés. Les trois catégories décrivent
essentiellement les différentes manières dont l'information, par exemple,
est extraite et comprise à partir d'une interface homme-machine :

### Comportement basé sur les habiletés
Un comportement basé sur les habiletés représente un type de comportement
qui requiert très peu ou aucun contrôle conscient pour exécuter une action
une fois qu'une intention est formée ; connu également sous la dénomination
de comportement sensorimoteur. La performance est lisse, automatisée, et
consiste en patterns (schèmes) de comportement hautement intégrés dans la
plupart des contrôles basés sur les habiletés (Rasmussen, 1990). Par
exemple, rouler à vélo est considéré comme un comportement basé sur les
habiletés dans lequel peu d'attention est requise pour le contrôle une fois
que l'habileté est acquise. Cet automatisme permet aux opérateurs de
libérer des ressources cognitives, qui peuvent être utilisées pour des
fonctions cognitives de haut niveau comme la résolution de problèmes
(Wickens & Holland, 2000).

### Niveau basé sur les règles
Un comportement basé sur les règles est caractérisé par l'utilisation des
règles et de procédures pour sélectionner une séquence d'action dans une
situation de travail familière (Rasmussen, 1990). Les règles peuvent être
un ensemble d'instructions acquises par un opérateur par expérience ou
données par les superviseurs et les opérateurs formateurs.
Les opérateurs ne sont pas obligés de connaître les principes sous-tendant un
système pour exercer un contrôle basé sur les règles. Par exemple, les
hôpitaux ont des réglementations hautement procéduralisées pour les alertes
au feu. C'est pourquoi, lorsque quelqu'un voit un feu il peut suivre les
étapes nécessaires pour assurer la sécurité sans aucune connaissance de la
conduite à adopter en cas de feu.

### Niveau basé sur les connaissances
Un comportement basé sur les connaissances représente un niveau plus avancé
de raisonnement (Wirstad, 1988). Ce type de contrôle doit être employé
lorsque la situation est nouvelle et inattendue. Les opérateurs doivent
connaître les principes fondamentaux et les lois qui gouvernent le système.
Puisque les opérateurs ont besoin d'établir des objectifs explicites
(décisions) à partir de leur analyse du système, la charge mentale est
typiquement plus élevée que lorsqu'ils activent des comportements basés sur
les habiletés ou sur les règles.